# Aluta
Aluta es un género de plantas de la familia Myrtaceae, originario del centro y oeste de Australia. Comprende 6 especies descritas y aceptadas.

## Taxonomía
El género fue descrito por Rye & Trudgen y publicado en Nuytsia 13: 347. 2000. La especie tipo es: Aluta aspera (E.Pritz.) Rye & Trudgen

## Especies aceptadas
A continuación se brinda un listado de las especies del género Aluta aceptadas hasta febrero de 2013, ordenadas alfabéticamente. Para cada una se indica el nombre binomial seguido del autor, abreviado según las convenciones y usos, y la publicación válida.
- Aluta appressa (C.R.P.Andrews) Rye & Trudgen, Nuytsia 13: 351 (2000).
- Aluta aspera (E.Pritz.) Rye & Trudgen, Nuytsia 13: 352 (2000).
- Aluta maisonneuvei (F.Muell.) Rye & Trudgen, Nuytsia 13: 358 (2000).
- Aluta quadrata Rye & Trudgen, Nuytsia 13: 361 (2000).
- Aluta teres Rye & Trudgen, Nuytsia 13: 364 (2000).[3]